# Çorovodë
Çorovodë és una unitat administrativa i vila d'Albània. Des de 2015 és la capital del municipi de Skrapar, i antigament va ser la capital del districte de Skrapar.
L'antic municipi tenia el 2011 una població de 4.051 habitants.
El topònim és d'origen eslau i significa "aigua negra". La localitat és famosa pels canons i coves que forma el riu Osum a les rodalies de la localitat.
Se situa sobre el riu Osum, 20 km al sud-est de Poliçan.